# 古格奈姆
古格奈姆（法語：Gougenheim，法語發音：[ɡuɡənaim] ⓘ）是法国下莱茵省的一个市镇，属于萨韦尔讷区。

## 地理
古格奈姆（48°42'7"N, 7°33'58"E）面积6.58 平方千米，位于法国大東部大區下莱茵省，该省份为法国大陆部分最东部的省份，是阿尔萨斯的一部分，今与上莱茵省组成了阿尔萨斯欧洲集体，其南至上莱茵省，西南接孚日省和默尔特-摩泽尔省，西接摩泽尔省，北与德国接壤。
与古格奈姆接壤的市镇（或旧市镇、城区）包括：贝尔斯泰、敦策奈姆、迪尔宁根、基奈姆、罗尔、温格赛姆-莱卡特尔邦。
古格奈姆的时区为UTC+01:00、UTC+02:00（夏令时）。

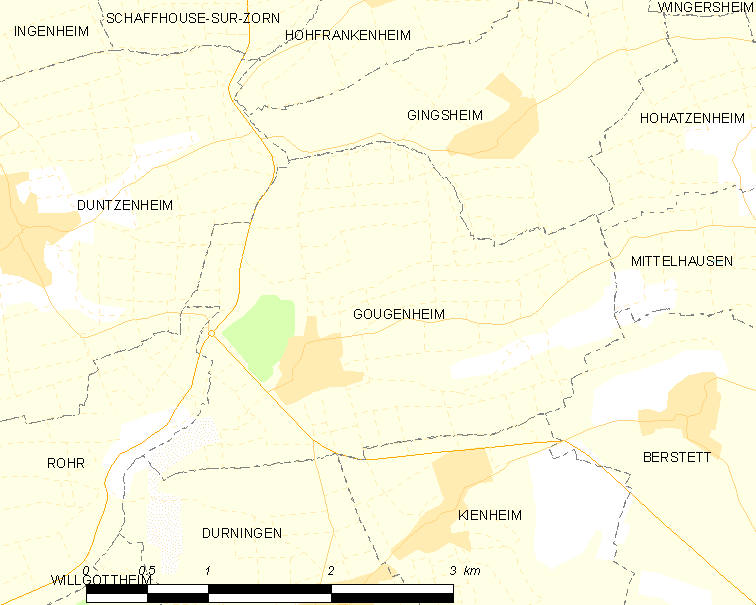
古格奈姆的OSM定位图

## 行政
古格奈姆的邮政编码为67270，INSEE市镇编码为67163。

## 政治
古格奈姆所属的省级选区为布克斯维莱尔县。

## 人口

1962-2008年间古格奈姆人口变化图示

古格奈姆于2022年1月1日时的人口数量为540人。